# Europese kampioenschappen veldlopen 2003
De 10e editie van de Europese kampioenschappen veldlopen vond op 14 december 2003 plaats in de Schotse plaats Edinburgh.

## Uitslagen

### Mannen Senioren
| Plaats | Atleet                 | Land      | Tijd (min.s) |
| ------ | ---------------------- | --------- | ------------ |
|        | Serhij Lebid           | Oekraïne  | 30.47        |
|        | Juan Carlos de la Ossa | Spanje    | 29.39        |
|        | Eduardo Henriques      | Portugal  | 31.15        |
| 4      | Tom Van Hooste         | België    | 31.18        |
| 5      | Yevgen Bozhko          | Oekraïne  | 31.19        |
| 6      | Fabián Roncero         | Spanje    | 31.23        |
| 7      | Mustapha Essaid        | Frankrijk | 31.26        |
| 8      | El Hassan Lahssini     | Frankrijk | 31.29        |
| 9      | Umberto Pusterla       | Italië    | 31.32        |
| 10     | Driss El Himer         | Frankrijk | 31.34        |

| Plaats | Land                                                                      | Punten                |
| ------ | ------------------------------------------------------------------------- | --------------------- |
|        | Frankrijk Mustapha Essaid El Hassan Lahssini Driss El Himer Khalid Zoubaa | 7 + 8 + 10 + 22 = 47  |
|        | Spanje Juan Carlos de la Ossa Fabián Roncero Ivan Hierro Kamel Ziani      | 2 + 6 + 12 + 27 = 47  |
|        | Portugal Eduardo Henriques Fernando Silva Ricardo Ribas José Ramos        | 3 + 14 + 23 + 25 = 65 |

### Vrouwen Senioren
| Plaats | Atleet            | Land                | Tijd (min.s) |
| ------ | ----------------- | ------------------- | ------------ |
|        | Paula Radcliffe   | Verenigd Koninkrijk | 22.04        |
|        | Elvan Abeylegesse | Turkije             | 22.13        |
|        | Anikó Kalovics    | Hongarije           | 22.26        |
| 4      | Sonia O'Sullivan  | Ierland             | 22.36        |
| 5      | Hayley Yelling    | Verenigd Koninkrijk | 22.44        |
| 6      | Olivera Jevtić    | Servië              | 22.45        |
| 7      | Justyna Bak       | Polen               | 22.47        |
| 8      | Liz Yelling       | Verenigd Koninkrijk | 22.49        |
| 9      | Patrizia Tisi     | Italië              | 22.50        |
| 10     | Galina Bogomolova | Rusland             | 22.54        |

| Plaats | Land                                                                          | Punten                 |
| ------ | ----------------------------------------------------------------------------- | ---------------------- |
|        | Verenigd Koninkrijk Paula Radcliffe Hayley Yelling Liz Yelling Tullett Hayley | 1 + 5 + 8 + 11 = 25    |
|        | Ierland Sonia O'Sullivan Rosemary Ryan Ann Keenan Catherina McKiernan         | 4 + 13 + 27 + 34 = 78  |
|        | Portugal Anália Rosa Helena Sampaio Analídia Torre Inés Monteiro              | 14 + 17 + 23 + 30 = 84 |

### Mannen Junioren
| Plaats | Atleet                   | Land      | Tijd (min.s) |
| ------ | ------------------------ | --------- | ------------ |
|        | Yevgeniy Rybakov         | Rusland   | 20.52        |
|        | Anatoliy Rybakov         | Rusland   | 20.52        |
|        | Aleksey Reunkov          | Rusland   | 20.53        |
| 4      | Cosmin Suteu             | Roemenië  | 20.58        |
| 5      | Marius Ionescu           | Roemenië  | 21.04        |
| 6      | Mark Christie            | Ierland   | 21.07        |
| 7      | Francisco José Bachiller | Spanje    | 21.09        |
| 8      | Jeremy Pierrat           | Frankrijk | 21.12        |
| 9      | Alejandro Fernandez      | Spanje    | 21.15        |
| 10     | Stefan Patru             | Roemenië  | 21.19        |

| Plaats | Land                                                                           | Punten               |
| ------ | ------------------------------------------------------------------------------ | -------------------- |
|        | Rusland Yevgeniy Rybakov Anatoliy Rybakov Aleksey Reunkov Sergey Ryazantsev    | 1 + 2 + 3 + 14 = 20  |
|        | Roemenië Cosmin Suteu Marius Ionescu Stefan Patru Cristinel Irimia             | 4 + 5 + 10 + 12 = 31 |
|        | Spanje Francisco José Bachiller Alejandro Fernandez Marc Roig Francisco España | 7 + 9 + 11 + 17 = 44 |

### Vrouwen Junioren
| Plaats | Atleet             | Land                | Tijd (min.s) |
| ------ | ------------------ | ------------------- | ------------ |
|        | Inna Polushkina    | Letland             | 15.32        |
|        | Snezana Kostic     | Servië              | 15.57        |
|        | Charlotte Dale     | Verenigd Koninkrijk | 16.04        |
| 4      | Volha Minina       | Wit-Rusland         | 16.06        |
| 5      | Faye Fullerton     | Verenigd Koninkrijk | 16.07        |
| 6      | Viktoria Trushenko | Rusland             | 16.10        |
| 7      | Azra Eminovic      | Servië              | 16.20        |
| 8      | Regina Khamzina    | Rusland             | 16.23        |
| 9      | Dani Barnes        | Verenigd Koninkrijk | 16.23        |
| 10     | Binnaz Uslu        | Turkije             | 16.24        |

| Plaats | Land                                                                                | Punten                 |
| ------ | ----------------------------------------------------------------------------------- | ---------------------- |
|        | Verenigd Koninkrijk Charlotte Dale Faye Fullerton Dani Barnes Aine Hoban            | 3 + 5 + 9 + 15 = 32    |
|        | Rusland Viktoria Trushenk Regina Khamzina Viktoria Kharitonova Yekaterina Bespalova | 6 + 8 + 17 + 22 = 53   |
|        | Duitsland Verena Dreier Antje Moeldner Saskia Janssen Regina Schnurrenberger        | 13 + 14 + 16 + 20 = 63 |